# Friedrich Dittes (Steueramtmann)
Friedrich Dittes (* 27. Oktober 1883 in Diedelsheim bei Bretten; † 9. Oktober 1960 in Karlsruhe), auch Christian Friedrich Dittes, war ein badischer Finanzbeamter. Er ist für seine Tätigkeit in Gremien der Evangelischen Landeskirche in Baden bekannt, insbesondere für seine Teilnahme 1934 an der Barmer Bekenntnissynode.

## Leben
Friedrich Dittes war das siebte von zehn Kindern des Schuhmachers Ernst Friedrich Dittes und seiner Frau Christine (geborene Beck) in Diedelsheim. Bis in die 1920er Jahre ist ansonsten wenig von Friedrich Dittes bekannt.
Im AB-Verband war er viele Jahre lang Mitglied im Verwaltungsrat und als Laienprediger in den Versammlungen dieser Gemeinschaft. In den 1920er Jahren wohnte er in Emmendingen. 1921–1928 war er berichterstattendes Mitglied im Finanzausschuss der Landeskirche. Zum 1. Mai 1933 trat er der NSDAP bei (Mitgliedsnummer 3.460.780). Von Emmendingen zog er nach Kenzingen, wo er 1933–1938 Vorsteher des Finanzamts war. Über den Pfarrer seiner Heimatgemeinde in Bretten, Klaus Wurth, kam er zur Kirchlich-Positiven Vereinigung (KPV), für die er bis 1934 in die Landessynode gewählt wurde. In dieser Eigenschaft nahm er Ende Mai 1934 an der Barmer Bekenntnissynode teil, auf der die wichtige Barmer Theologische Erklärung verabschiedet wurde. Der zweite Kenzinger Abgeordnete in der Landessynode, Pfarrer Karl Rose, gehörte den Deutschen Christen (DC) an. Dittes wurde am 23. Juli 1933 für die Positiven als Synodaler in den Erweiterten Oberkirchenrat gewählt und war Mitglied des am 19. Juni 1934 gegründeten Bruderrats. Er war zuletzt dort der Einzige, der nicht den DC angehörte. Ab 1938 leitete er das Finanzamt Mosbach als Regierungsrat.
In seinem Entnazifizierungsverfahren wurde er am 6. September 1945 wegen Zugehörigkeit zur NSDAP aus dem Staatsdienst entlassen. Von 1945 bis 1947 war er wieder Mitglied der Landessynode und beriet die Landeskirche in Finanzfragen. Im Januar 1947 wurde er rehabilitiert und beim Finanzgericht in Karlsruhe angestellt. Dort beendete er seinen Dienst am 26. Februar 1951.